# Eduard Wildschrey
Johann Eduard Thomas Wildschrey (* 7. Januar 1879 in Duisburg; † 15. Oktober 1944) war ein deutscher Philosoph, Geologe und freier Heimatforscher. Er betreute zwischen 1926 und 1930 die Sammlungen des Averdunk-Museums, des heutigen Kultur- und Stadthistorischen Museums in Duisburg.

## Leben und Wirken
Eduard Wildschrey wurde am 7. Januar 1879 als Johann Eduard Thomas Wildschrey in Duisburg geboren. Er absolvierte ein Studium der Philosophie und Geologie an der Rheinischen Friedrich-Wilhelms-Universität Bonn und schloss dieses 1911 mit einer Promotion über die Minerale des Siebengebirges ab. Insbesondere in den zwanziger Jahren des 20. Jahrhunderts war er ein im Raum Duisburg populärer Heimatforscher, der in zahlreichen Vorträgen, Exkursionen und Zeitungsbeiträgen die Landschafts- und Siedlungsgeschichte des Duisburger Raumes allgemeinverständlich erläuterte. Wildschrey engagierte sich früh in verschiedenen Vereinen, die eng mit dem Averdunk-Museum in Verbindung standen. So wurde er 1924 zum Vorsitzender des Vereins für Heimatkunde, Ortsgruppe Duisburg 7. Zwischen 1927 und 1929 fusionierte der Verein mit dem Museumsverein kooperativ.
Nach der Trennung von Kunst- und Heimatmuseum in Duisburg war die Zukunft der Sammlung von Interimslösungen geprägt. Wildschrey betreute ab 1926 die Sammlungen des späteren Averdunk-Museums. In dieser Rolle trieb er die Trennungen der beiden Sammlungen gegen den Willen seines Kollegen August Hoff vom Kunstmuseum voran. Die Trennung wurde durch die Umbenennung der Bestände im Rathaus zum Averdunk-Museum im Jahr 1927 weiter manifestiert. Unter Eduard Wildschrey wurden die Sammlungen des Heimatmuseums nicht unwesentlich erweitert.
Nach der kommunalen Neuordnung plante der Stadtrat die vollständige Neuordnung der Museumsangelegenheiten der Gesamtstadt, die damals für kurze Zeit Duisburg-Hamborn hieß. Am 1. Mai 1930 wurde Wildschrey von der Leitung des Averdunkmuseums entbunden und stattdessen Rudolf Stampfuß eingesetzt. Verbunden war die personelle Umstrukturierung mit einer, nun auch institutionell festgeschriebenen, Trennung zwischen Heimat- und Kunstmuseum. Wildschrey blieb in den folgenden Jahren städtischer Angestellter. Eduard Wildschrey starb am 15. Oktober 1944 nach einem Bombenangriff, wobei er bereits seit dem 7. September 1942 als schwer verletzt galt.

## Werke (Auswahl)
- Die erdgeschichtliche Vergangenheit des Niederrheins. Neuauflage: Michael Voith (Hrsg.). Book on Demand, Duisburg 2022, ISBN 978-3-7534-7186-0.
- Die Grundlagen einer vollständigen Syllogistik. (= Abhandlungen zur Philosophie und ihrer Geschichte. Heft 26). Niemeyer, Halle 1907.
- Die Untersuchung der Quarzite und die Feststellung ihrer Verwendbarkeit in der feuerfesten Industrie, besonders zur Herstellung von Dinassteinen. Eine petrographisch-technische Studie. Sonderdruck. Verlag der Tonindustrie-Zeitung, Berlin 1910.
- Neue und wenig bekannte Mineralien aus dem Siebengebirge und seiner Umgebung. Dissertation. Bonn 1911.
- Die Niederrheinische Schiffahrtsausstellung, ihr Wesen und Wollen. Die Holzschifftypen. Duisburg 1928.
- Zur Frühgeschichte von Moers. Averdunk-Gesellschaft für Heimatschutz und Heimatforschung, Duisburg 1928.